# Schultz Xavier
Die NRP Schultz Xavier war ein 1972 gebauter Leuchtturmtender und Tonnenleger, den die portugiesische Marine auch als Schlepper, Taucherschiff und Patrouillenboot einsetzte. 2017 wurde das Schiff außer Dienst gestellt.

## Bau und technische Daten
Als Ersatz für den 1970 abgewrackten Leuchtturmtender NRP Almirante Schultz beauftragte die portugiesische Marine das Arsenal do Alfeite in Almada mit einem Neubau, um die in der Verantwortung der Marine liegende Wartung der Leuchttürme erfüllen zu können. Die Werft entwickelte ein Arbeitsschiff, das sich in der Grundkonzeption an einem Hochseeschlepper orientierte: mit starken Motoren, zwei Schrauben für die Manövrierfähigkeit, dazu ein Kran, Arbeitsdeck und kleinere Frachträume.
Die Kiellegung des Neubaus erfolgte unter der Baunummer 67, der Stapellauf fand am 26. März 1971 statt. Das Arbeitsschiff übernahm den leicht geänderten Namen der Vorgängerin und wurde auf den Namen Schultz Xavier getauft – nach Admiral Júlio Zeferino Schultz Xavier (1850–1939), der zu Beginn des 20. Jahrhunderts Portugals Leuchtturmwesen neu organisiert und ausgebaut hatte. Von der Vorgängerin übernahm die Schultz Xavier auch die Kennung A 521.
Das Schiff war 56,2 Meter lang, 10,2 Meter breit und hatte einen Tiefgang von 3,8 Metern. Die Konstruktionsverdrängung betrug 900 Tonnen. Als Antrieb dienten zwei MAN-Dieselmotoren, die jeweils 1700 PS leisteten und auf zwei Schrauben wirkten. Damit erreichte das Schiff eine Geschwindigkeit von 14,5 Knoten, die Reichweite betrug bei 12,5 Knoten rund 3000 Seemeilen. Zur Ausstattung gehörten zwei Laderäume mit einer Kapazität von 115 Tonnen oder 331 Kubikmetern sowie ein hydraulischer Kran mit einem Teleskopausleger für 12 Tonnen. Die Besatzung bestand aus 39 Mann.

## Geschichte
Die Marine stellte die Schultz Xavier am 14. Juli 1972 in Dienst. Wie bei ihrem Vorgänger bestand die Hauptaufgabe der Almirante Schultz in der Versorgung und Pflege der Leuchttürme auf dem portugiesischen Festland, den Azoren und auf Madeira. Den Schwerpunkt bildete die Wartung der Leuchttürme an den Häfen von Aveiro, Lissabon, Setúbal und Ria Formosa an der Algarve. Die Versorgung der beinhaltete etwa die Lieferung von Acetylenflaschen bis zu den Leuchttürmen auf den Azoren und den Farol das Formigas.

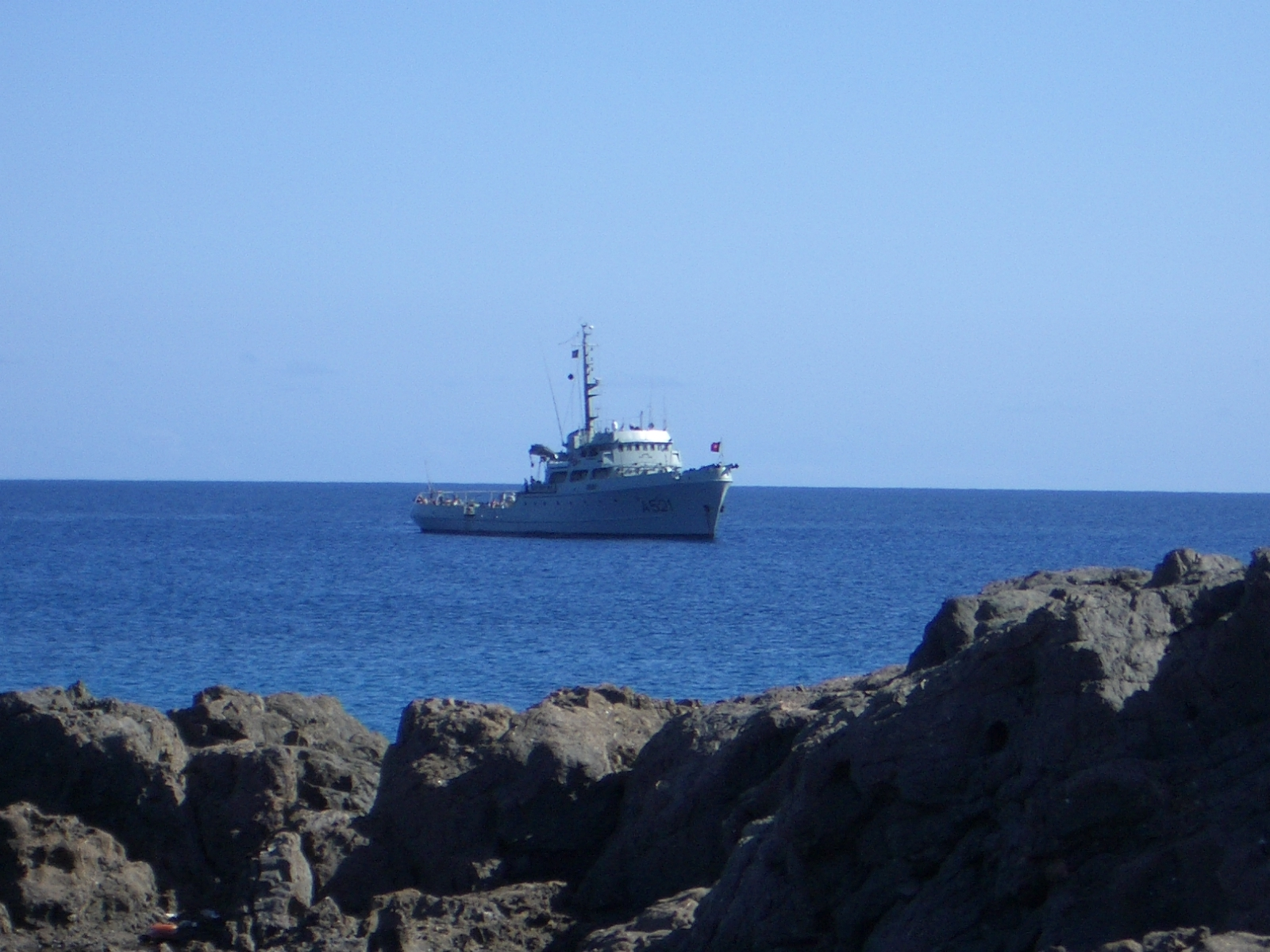
Die Schultz Xavier vor den Ilhas Selvagens

Vom 2. Juni bis 12. Juni 1977 führte eine Baumannschaft der Schultz Xavier auf der Insel Selvagem Grande der Inselgruppe Ilhas Selvagens Bauarbeiten zur Errichtung der beiden Leuchttürme Farol da Selvagem Grande und Farol da Selvagem Pequena aus. Neben den Baumaterialien führte das Schiff auch einen Esel mit, um das Material an Land zu transportieren. Drei Jahre später wurde die Energieversorgung der beiden Leuchttürme von Batterien auf Photovoltaik umgestellt. Für diese Arbeiten wurde das Schiff erneut herangezogen und die Schultz Xavier transportierte den Großteil der Ausrüstung auf die Insel.
Daneben setzte die Marine das Schiff für zahlreiche andere Aufgaben ein: Hervorzuheben ist ein Schleppzug Ende 1975: Im Dezember des Jahres schleppte die Schultz Xavier drei Landungsboote nach Angola. Begleitet von weiteren Landungsbooten und der Korvette António Enes ging das Unternehmen in 63 Tagen und 8900 Seemeilen als die „unglaubliche Armada“ in die Berichterstattung ein.

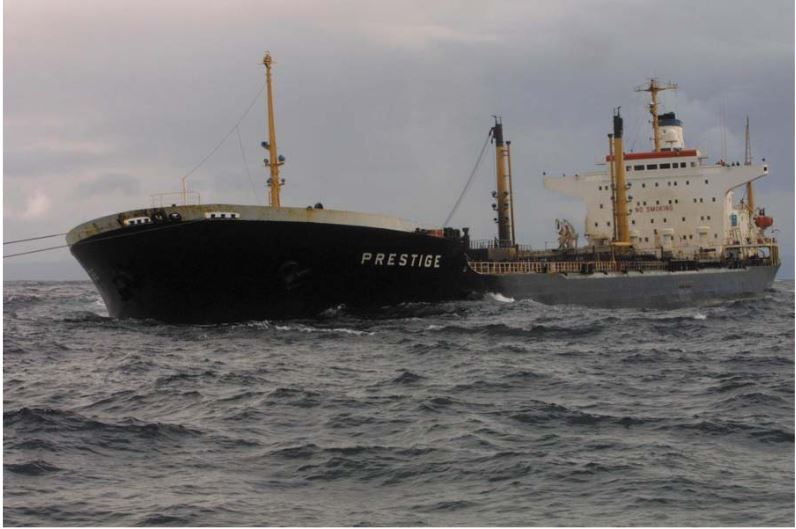
Der havarierte Tanker Prestige

Im Jahr 1997 wurde im Schiff eine Überdruckkammer installiert. Seitdem dient sie auch als Taucherboot und ersetzte in dieser Aufgabe den früheren Minensucher Ribeira Grande (M401). Nach Untergang des Tankers Prestige im November 2002 war das Schiff an der Beseitigung der Ölverschmutzung vor der spanischen Küste beteiligt. Spektakulär war der Einsatz der Schultz Xavier im Sommer 2003, als sie die Basis eines Sprengkommandos der Marine war, das am 22. Juli den baufälligen Leuchtturm Farol da Ponta da Agulha auf der Desertas-Insel Bugio sprengte. Noch am gleichen Tag wurde der neue Leuchtturm aus Fiberglas in Dienst genommen. Zuletzt setzte die portugiesische Marine das Schiff als Patrouillenboot ein. Das Einsatzgebiet reichte von der portugiesischen Küste und erstreckte sich vor allem über die Gewässer des Madeira-Archipels.
Nach 45 Dienstjahren stellte die Marine die Schultz Xavier am 9. März 2017 außer Dienst. Anschließend gab es Planungen, das Schiff als künstliches Riff auf den Azoren zu versenken. Das Schiff liegt derzeit im ehemaligen Marinearsenal Arsenal do Alfeite in Almada; seiner Bauwerft.